# 1981年1月20日月食
1981年1月20日月食为一次在协调世界时1981年1月20日出現的半影月食。該次月食半影食分為1.039、全影食分為-0.014。

## 概述
這次月食的食分是8.15。

## 基本參數
- 類型：半影月食
- 食甚資料：
  - 日期：1981年1月20日
  - 時間：7:50
  - 月球位置：赤經8.15度、赤緯19.1度
  - 食分：半影食分：1.039、全影食分：-0.014

## 外部連結
- NASA月食專頁（页面存档备份，存于）（英文）